# Acroriesis ignifusa
Acroriesis ignifusa är en fjärilsart som beskrevs av George Francis Hampson 1916. Acroriesis ignifusa ingår i släktet Acroriesis och familjen nattflyn. Inga underarter finns listade i Catalogue of Life.